# Ärjänselkä
Ärjänselkä är den södra huvuddelen av sjön Ule träsk i kommunerna Kajana, Paldamo och Vaala i landskapen Kajanaland och Norra Österbotten.